# (2663) Miltiades
(2663) Miltiades (6561 P-L) – planetoida z pasa głównego asteroid okrążająca Słońce w ciągu 3,34 lat w średniej odległości 2,23 j.a. Odkryta 24 września 1960 roku.